# Opius fercolor
Opius fercolor är en stekelart som beskrevs av Fischer 1979. Opius fercolor ingår i släktet Opius och familjen bracksteklar. Inga underarter finns listade i Catalogue of Life.